# 島根県道218号八川停車場線
島根県道218号八川停車場線（しまねけんどう218ごう やかわていしゃじょうせん）は、島根県仁多郡奥出雲町を通る一般県道である。

## 概要
起点、終点ともに仁多郡奥出雲町八川にあり、JR西日本木次線 八川駅から国道314号に至る。起点は八川駅の駅前広場にあたり、終点で国道314号につながっている。なお終点付近の国道314号からは島根県道49号上阿井八川線が分岐、下横田川を八川橋で渡って西側に向かっている。また当路線は距離が数十mであるが、国道沿いに県道標識が立てられている。

### 路線データ
- 起点：仁多郡奥出雲町八川（JR西日本木次線 八川駅前）
- 終点：仁多郡奥出雲町八川（国道314号交点）

## 地理

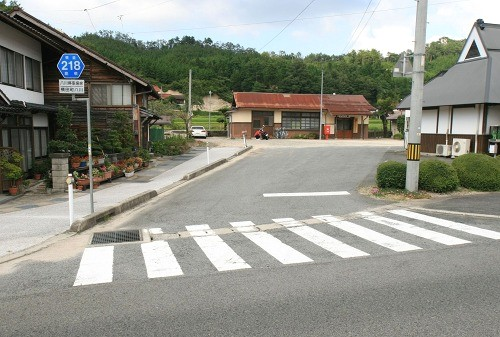
県道218号 手前を左右に走るのが国道314号、奥に見えるのがJR西日本木次線 八川駅である

### 通過する自治体
- 仁多郡奥出雲町

### 交差する道路
| 交差する道路 | 交差する場所 | 交差する場所 |
| ------------ | ------------ | ------------ |
| 国道314号    | 八川         | 終点         |

### 沿線
- JR西日本木次線 八川駅
- 下横田川